# Diego Capel
Diego Ángel Capel Trinidad (født 16. februar 1988 i Albox, Spanien) er en spansk fodboldspiller. Han har været med til at vinde to UEFA Cup-titler, to Copa del Rey og én UEFA Super Cup med Sevilla FC . 

## Landshold
Capel står (pr. april 2018) noteret for to kampe for Spaniens landshold, som han debuterede for den 20. august 2008 i en venskabskamp mod Danmark i København.

## Titler
Copa del Rey
- 2006 med Sevilla FC

UEFA Cup
- 2007 og 2010 med Sevilla FC

UEFA Super Cup
- 2006 med Sevilla FC